# Kick-Ass (personaggio)
Kick-Ass è l'alter ego di due personaggi immaginari protagonisti eponimi del fumetto Kick-Ass, scritto da Mark Millar e disegnato da John Romita Jr. per l'etichetta Icon Comics della Marvel Comics e successivamente per la casa editrice Image Comics.
Il primo è un ragazzo liceale, David "Dave" Lizewski, il secondo è una veterana della guerra in Afghanistan, Patience Lee.
Dave è stato interpretato sul grande schermo dall'attore Aaron Taylor-Johnson nell'adattamento cinematografico del 2010 Kick-Ass, di Matthew Vaughn, e nel suo seguito Kick-Ass 2, di Jeff Wadlow.

## Biografia

### David Lizewski
Origini
Dave Lizewski è un comune studente di New York, figlio unico dell'amorevole padre vedovo Greg Willer. La grande passione di Dave per i fumetti ispira il ragazzo a diventare un supereroe nella vita reale senza avere superpoteri o particolari doti. Si crea un costume e una maschera, che indossa quotidianamente sotto i vestiti normali, inizia ad esercitarsi camminando sui tetti. Mantenendo la sua identità segreta, mira a combattere la criminalità, ma i suoi primi tentativi hanno un esito quasi tragico poiché subisce le percosse e l'accoltellamento da parte di un gruppo di teppisti.
Il "successo"
Dopo essere stato aggredito ed essersi sottoposto a quattro operazioni, è sottoposto a una lunga e intensa riabilitazione fisica. Dopo essersi ristabilito e aver abbandonato le stampelle, riveste ancora i panni del supereroe. Un giorno salva un uomo da un'aggressione, un passante riprende il tutto con una fotocamera cellulare e mette il filmato su YouTube, trasformando Dave in un fenomeno ribattezzato "Kick-Ass".
A scuola, Dave ha da tempo una cotta per Katie Deauxma, che però non ha alcuna considerazione per lui e lo definisce unicamente un maniaco ed un brutto sfigato. Ma quando a causa dei pettegolezzi scaturiti sul perché fosse stato aggredito, la inducono credere che fosse gay, Dave ne approfitta e assecondandola diventa il suo "migliore amico gay", potendo così passare molto tempo con lei. Dave, come Kick-Ass, crea un account su MySpace in modo che la gente possa contattarlo per chiedergli aiuto.
L'incontro con Big Daddy e Hit-girl
Nelle sue varie missioni, Kick-Ass avrà modo di entrare in contatto con altri "supereroi improvvisati", come la ragazzina armata di spade Hit-Girl e il suo partner Big Daddy, veri e propri vigilanti che utilizzano armi mortali contro i criminali, uccidendoli senza scrupoli.
Alleanza con Red Mist
L'incontro con la letale Hit-girl sconvolge il giovane Dave, che decide di ritirarsi dalle scene, ma ci ripensa quando un nuovo supereroe appare in tutti i telegiornali, tale Red Mist. La stampa è entusiasta di lui, e lo paragona spesso proprio a Kick-Ass, che viene superato nelle preferenze tra i fan. Dave allora contatta Red Mist tramite il suo account di MySpace, pensando di incontrare un arrogante spaccone, ma Red Mist si rivela un fan di Kick-Ass, oltre ad essere un nerd annoiato dalla vita quotidiana.
I due si trovano a fare un team-up come i loro eroi dei fumetti quando si trovano ad affrontare un incendio nel tentativo di salvare quello che credono un bambino in pericolo (in realtà il "piccolo" in questione è un gattino, che viene puntualmente salvato).
Il tradimento di Red Mist
Saputo ciò, Hit-girl e Big Daddy invitano Kick e Red Mist ad unirsi a loro, minacciando di rivelare al mondo la vera identità di Dave, in caso di rifiuto. Ma quando i due ragazzi raggiungono il covo di Big Daddy trovano la mafia, e Red Mist si rivela essere in realtà Chris Genovese, figlio del boss a cui Big Daddy e Hit-Girl hanno dichiarato guerra.
Genovese spara ad Hit-Girl, facendola precipitare da una finestra, mentre Big Daddy e Kick-Ass vengono catturati e torturati: Big Daddy, che aveva detto a Dave di essere un poliziotto rimasto vedovo in cerca di vendetta, rivela di essere in realtà un ragioniere, divorziato e annoiato, appassionato di fumetti che voleva per sé e sua figlia una vita avventurosa.
Big Daddy viene ucciso, ma Dave viene salvato da Hit-Girl, sopravvissuta grazie al kevlar che indossava: la ragazzina interviene uccidendo i killer che erano sul punto di sparagli. In seguito i due raggiungono Genovese nel suo attico, dove Hit-Girl, sotto effetto di stupefacenti lasciatigli dal padre (probabilmente cocaina, come sottolineato da Kick-Ass stesso) con l'ordine di «usarli come ultima risorsa», e armata di lanciafiamme, compie una vera e propria strage di criminali mentre Dave raggiunge Red Mist per punirlo del suo tradimento, mettendolo K.O. con un bastone.
Il finale: la vendetta di Hit-Girl e l'inizio della rivalità con Red Mist
Hit-Girl uccide Genovese e la sua banda, compiendo la propria vendetta, e con l'aiuto di Dave rintraccia la sua vera madre, lasciandosi alle spalle la vita violenta di prima. Anche Dave torna alla vita di prima: confessa a Katie di non essere gay, dichiarandole il suo amore, ma anziché venire ricambiato, Katie si infuria come una matta perdendo completamente il lume della ragione e lo fa pestare dal suo nuovo fidanzato. Non del tutto soddisfatta di questa sua vendetta per essere stata imbrogliata e aver sprecato il suo tempo con un perdente, e per infierire ulteriormente su di lui, Katie invia sul cellulare di Dave (con grande dolore emotivo di quest'ultimo) una sua foto mentre pratica sesso orale al suo ragazzo. Ma pur rimanendo il solito perdente, Dave si sente appagato: ormai ha tracciato la via e i supereroi nella vita reale cominciano ad abbondare, grazie al suo esempio.
Ma ogni eroe ha la sua nemesi e Kick-Ass non è da meno: Red Mist giura vendetta e presto le loro strade torneranno ad incrociarsi.
Big Game
David Lizewski/ Kick Ass, ritorna alla vita di super eroe, unendo le forze con Hit Girl, per lo scontro più epocale della loro vita: affrontare la Confraternita: l'organizzazione dei super criminali che controlla il mondo, guidati da Wesley Gibson. La realtà dei supereroi sta riprendendo il sopravvento. I super poteri persi e dimenticati si stanno risvegliando. Lo scontro tra il bene e il male sta per cominciare.

### Patience Lee
La nuova tipa
Kick-Ass vs Hit-Girl

## Abilità ed equipaggiamento
Dave è un semplice essere umano privo di qualsivoglia tipo di superpotere. Tuttavia è dotato, secondo Johnson, del «Coraggio di andare là fuori e fare qualcosa di diverso», cosa che lo porta ad intraprendere la carriera di supereroe della vita reale. Inoltre, a seguito del suo primo, fallimentare, tentativo di eroismo, egli subisce quattro operazioni chirurgiche che prevedono l'inserimento di varie placche metalliche sottocutanee le quali, insieme al danno riportato al sistema nervoso lo rendono quasi completamente immune al dolore, dandogli dunque un vantaggio nel combattimento. Le sue sole armi sono due manganelli che, in Kick-Ass 2, modifica avvolgendoli col filo spinato. In seguito riceve un addestramento nel corpo a corpo da Hit-Girl.
Patience non ha poteri, ma è stata addestrata come Marine e ha esperienza sul campo maturata in Afghanistan.